# Stazione di Siracusa
La stazione di Siracusa, già Siracusa Centrale, è la stazione ferroviaria principale della città di Siracusa, posta al km 312+176 della ferrovia Messina-Siracusa e della Caltanissetta Xirbi-Gela-Siracusa.

## Storia
La stazione di Siracusa venne costruita come stazione terminale del progetto di costruzione della linea Jonica orientale Messina-Catania-Siracusa, attuato dalla Società Vittorio Emanuele e proseguito a causa delle difficoltà economiche della stessa dalla Società Italiana per le Strade Ferrate Meridionali. Il progetto aveva lo scopo di connettere mediante la strada ferrata le aree del siracusano con la città e convogliare i prodotti agricoli della Sicilia meridionale e gli agrumi dell'area lentinese verso i mercati e verso il porto di Catania per la loro esportazione.
La stazione venne costruita alla periferia nord della città, in prossimità del parco archeologico e venne inaugurata il 19 gennaio 1871 con l'apertura al traffico dell'ultimo tratto di 57,8 km della linea proveniente da Catania. Venne prevista come stazione passante in previsione del prolungamento futuro verso Noto e Modica. Alcuni decenni dopo venne collegata mediante un raccordo di un chilometro e mezzo in regresso alle banchine del porto di Siracusa, da cui partivano le navi viaggiatori e mercantili e dove venne costruita la stazione di Siracusa Marittima, inaugurata il 13 agosto 1892, con il nome di Siracusa Porto.
Il collegamento di Siracusa con Noto di 30,7 km, venne attivato dalla Società per le Strade Ferrate della Sicilia il 5 aprile del 1886 e si aspettò ancora il 1891 per Modica e Ragusa e il 1893 per Licata e Canicattì.
Nel 1902, da parte delle società Sicula, venne presentato il primo piano di rinnovamento del sistema ferroviario cittadino che prevedeva la razionalizzazione del collegamento con il porto e la ricostruzione del modesto fabbricato esistente come stazione di testa conformata ad "L"; ciò si rendeva necessario in quanto in quegli anni era aumentata la richiesta di minerale asfaltico, estratto nel ragusano, che necessitava di essere imbarcato nel porto cittadino. Nulla di concreto venne intrapreso fino alla nazionalizzazione delle ferrovie quando al progetto di edificio di tipologia passante del 1904 furono aggiunte delle varianti che interessavano anche la realizzazione di un edificio per la dogana; nel progetto risultavano quindi coinvolte tre istituzioni, le Ferrovie dello Stato, l'Intendenza di Finanza e il Comune di Siracusa con tutte le implicazioni burocratiche del caso. Nel 1909 viene presentato il nuovo piano regolatore per l'ampliamento della città redatto da Luigi Mauceri che prevede invece la stazione marittima come capo tronco di una nuova direttrice ferroviaria per l'entroterra diramantesi su Ragusa e su Vizzini ma, dato che non progredisce, le FS provvedono autonomamente a riconsiderare il ruolo della propria stazione marittima e del suo collegamento con la centrale studiandone un ampliamento dell'edificio ottocentesco. Anche questo progetto subisce uno stallo e soltanto nel 1912 venne approvato il progetto definitivo di costruzione del fabbricato viaggiatori cui vengono apportate delle varianti aggiuntive l'anno dopo.
Il 19 luglio 1915 venne inaugurato il primo tronco da Siracusa a Solarino della ferrovia (a scartamento ridotto) della Valle dell'Anapo e la stazione SAFS denominata Siracusa Nuova, con i relativi impianti, venne costruita a sud-est del fascio binari oltre la via Elorina, senza alcuna connessione diretta tra i due fabbricati.
Alla fine degli anni novanta è stata attivata una variante a doppio binario tra Siracusa e la stazione di Targia, per buona parte in galleria. Si è scelto, in modo non troppo lungimirante, di troncare la stazione di Siracusa dal lato nord trasformandola in stazione di testa.
Nel luglio 2022 è stato elaborato il progetto di rigenerazione della stazione, sia al suo interno che al suo esterno, progetto che include anche l'area circostante che culmina nel centro cittadino.

## Strutture e impianti
La stazione di Siracusa consiste di un fabbricato a due livelli posto all'estremità, lato Catania, del fascio binari viaggiatori. È dotata di pensilina sul primo binario, in ferro, con colonne portanti in ghisa, in classico stile ferroviario; la pensilina posta tra il 2º e 3º binario, anch'essa in ferro in origine è stata ricostruita in cemento in seguito alla costruzione del sottopassaggio; l'edificio principale è posto ad est dei binari. Contigui ad esso sono vari edifici per i servizi e il magazzino merci.
Il fascio binari per servizio viaggiatori è composto di cinque binari in origine passanti. A partire dalla metà degli anni novanta il fascio binari è stato troncato dal lato nord, in seguito all'attivazione della variante a doppio binario e prevalentemente in galleria quasi fino alla stazione di Targia, realizzata per liberare la città dalla cosiddetta cintura di ferro, trasformando la stazione da passante a stazione di testa.
I vari binari dello scalo merci e di ricovero si trovano sul lato sud-est della stazione. A sud-ovest è situato il Deposito Locomotive di Siracusa.

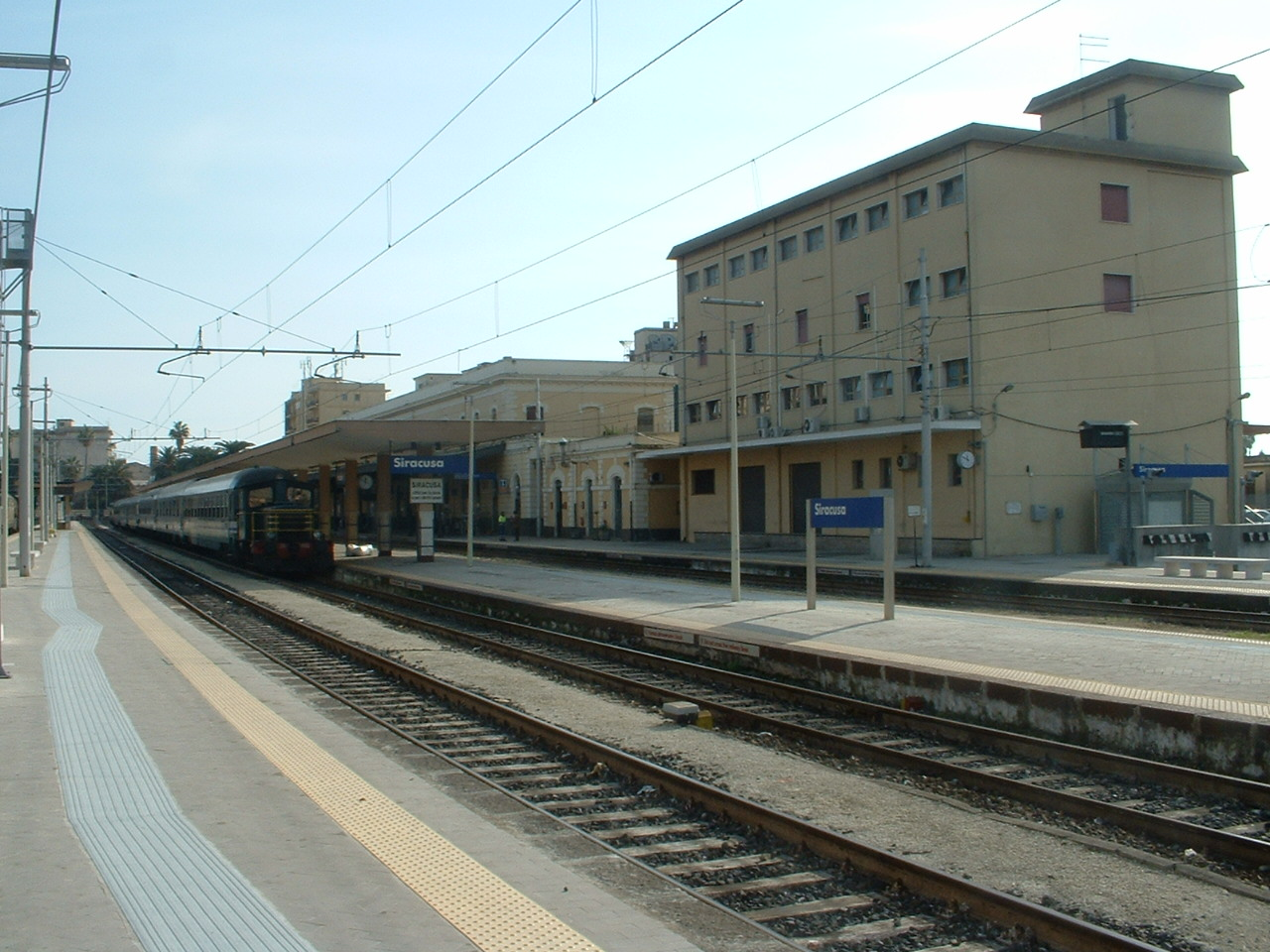
Il fascio binari viaggiatori della stazione di Siracusa; vista dal lato sud

## Movimento
La stazione è stata sin dalla sua origine e termine della maggior parte dei treni circolanti sulle linee ad essa collegate; solo un numero limitatissimo di treni aveva proseguimento tra le due direttrici di Catania/Messina e Ragusa/Caltanissetta.
Alla fine degli anni trenta la stazione di Siracusa era origine di un treno diretto per Messina, di un misto di III classe per Augusta, di un accelerato per Taormina - Giardini e di un rapido per Messina. Altri 5 treni giornalieri in partenza provenivano dalla stazione marittima; di questi, uno era di categoria rapido, effettuato con automotrici ALn 56, 3 diretti per il continente e uno era un accelerato per Messina. In senso inverso la stazione era termine corsa per due treni rapidi e un accelerato da Messina, un misto di III classe da Augusta e un accelerato da Catania. Tre diretti dal continente e un accelerato da Messina proseguivano invece per la "Marittima".
Il traffico sulla direttrice di Canicattì presentava un'offerta giornaliera di sei treni in partenza; di questi tre sull'intero percorso di 264 km Siracusa- Canicattì, di cui uno effettuato con automotrici che lo percorrevano in 4h 58m e un misto e un omnibus che impiegavano, rispettivamente, 8h 40m e 8h 10m. Gli altri collegamenti prevedevano un treno misto per Rosolini, un treno leggero per Vittoria e uno per Ragusa. In senso inverso erano cinque i treni che giungevano in stazione tra le ore 7,01 e le 18,29; il primo proveniva da Ragusa, il secondo da Vittoria e gli altri due da Canicattì.
L'orario in vigore tra maggio 1981 e maggio 1983 prevedeva l'arrivo di 18 treni giornalieri dei quali 7 di categoria espresso, due rapidi (uno dei quali era il "Peloritano"), due diretti e il rimanente locali. In senso inverso, da Siracusa partivano 20 treni dei quali 2 erano rapidi, 4 diretti, 6 espressi e il resto locali; due di questi limitati ad Augusta. Con l'orario 1995-1997 l'offerta si attestava ancora su 20 treni in arrivo a Siracusa, di cui 8 erano espressi, 4 diretti, 2 IC e il rimanente regionali, dei quali due aventi origine ad Augusta. Da Siracusa i treni giornalieri in partenza erano 18, 8 di categoria espresso, 5 diretti, 2 IC e il resto regionali di cui due con termine di corsa ad Augusta.. Nello stesso periodo di validità, dalla linea di Canicattì vi erano 12 treni regionali in arrivo a Siracusa, di cui 3 provenienti da Modica, 3 da Ragusa e il rimanente da Gela. In senso inverso 12 treni di cui uno diretto per Palermo, 7 limitati a Modica e il rimanente per Gela.
La stazione di Siracusa prevede collegamenti regionali, regionali veloci e a lunga percorrenza (quattro IC per Roma Termini e uno per Milano Centrale).

## Servizi
La stazione, gestita da RFI che la inserisce nel progetto Pegasus, dispone di:
- Biglietteria a sportello
- Biglietteria automatica
- Sala d'attesa
- Servizi igienici
- Bar
- Ristorante
- Ufficio informazioni turistiche
- Posto di Polizia ferroviaria

## Interscambi
A Siracusa è possibile l'interscambio con i treni della Ferrovia Siracusa-Gela-Canicattì per Noto, Modica e Ragusa; sulla piazza esterna della stazione è presente il servizio urbano dell'Azienda Siciliana Trasporti e anche una stazione dei Taxi.
- Fermata autobus
- Stazione taxi

## Curiosità
La stazione talvolta è stata scelta come location per le riprese di alcuni film. Nel 2001 vi fu girata una scena di Nati stanchi con Ficarra e Picone; e nel 2019 la scena finale dell'episodio "Il metodo Catalanotti" della serie televisiva de Il commissario Montalbano.